# Мудзю
Мудзю Докйо (*無住道曉, 1 січня 1227 — 9 листопада 1312) — середньовічний японський буддистський чернець, письменник, філософ періоду Камакура.

## Життєпис
Походив з самурайського роду Кадзівара, доводився родичем військовикові Кадзівара Каґетокі. Народився у 1227 році. Замолоду хворів на бері-бері, тому рідня відмовилася від військової кар'єри для нього. Навчався у Камакурі. У 13 років (1239 році) поступив служкою до монастиря Дзюфуку. У 1241 році перебирається до вуйни в провінцію Сімоцуке, а наступного року — до родичів в провінції Хітаті.
У 1243 році в монастирі Хоон (належав до секти Тендай) в провінції Хітаті стає буддистським ченцем під ім'ям Ітієн («Єдність і повнота»). Близько 1248 року стає очільником монастиря Хоон, але відчув неспроможність керувати господарством, тому у 1253 році залишив монастир, ставши тонсей (відлюдником). При цьому змінив ім'я на Мудзю, тобто «Безпритульний». Після мандрів основними монастирями та святилищами Хонсю у 1260 році зупиняється в Кіото, де стає учнем ченця Енні.
У 1262 році оселився в монастирі Тьободзі в провінції Оварі. Невдовзі стає його очільником. багато зробив для розбудови Тьободзі, налагодивши гарні стосунки з впливовим родом Ямада. Звідси здійснював декілька паломництв до святих місць та інших монастирів. Водночас заснував декілька храмів, з яких найвідомішим є Торакудзі в Арідаґаві. У 1307 році відійшов від усіх справ. Помер у 1312 році.

## Творчість
Основним відомим твором є «Сясекісю» («Збірка піску і каменів»), що містить 134 розповіді (7 сувоїв) про відомих мудреців Індії, Китаю і Японії, перекази буддійських храмів і синтоїстських святилищ, повчальні історії з життя володарів, придворних чиновників, жерців, ченців, воїнів і посполитих. Мудзю супроводжує розповіді своїми міркуваннями про мудрість і дурощі, пороки й чесноти, про завдання людини в земному житті та про його порятунок. На різних прикладах він показує, наскільки важливо зберігати різноманіття навчань, обрядів, вірувань, щоб кожна людина могла знайти собі відповідне керівництво для повсякденного життя. Кожну розповідь автор починає з якогось конкретної події з життя своїх сучасників або з колишніх часів, але, продовжуючи розмову, переводить її на мову буддійської вченості, звертається до праць японських, індійських і китайських наставників, і часто дає самобутнє тлумачення їхнім теоріям стосовно до обговорюваної нагоди.
Ця збірка є одним з найважливіших джерел з історії філософської думки Сходу в її практичному застосуванні. Продовжує й розширює традицію буддистських повчальних оповідань сецува.
Іншим доробком є автобіографічна праця «Дзодансю» («Збірка різних бесід», 1305 рік).